# Howard County (Maryland)
Das Howard County ist ein County im US-Bundesstaat Maryland. Der Verwaltungssitz (County Seat) ist Ellicott City. Bei der Volkszählung im Jahr 2020 hatte das County 332.317 Einwohner und eine Bevölkerungsdichte von 508,9 Einwohnern pro Quadratkilometer.

## Geographie
Das County liegt etwa auf halber Strecke zwischen Baltimore und Washington, D.C. und hat eine Fläche von 657 Quadratkilometern; davon sind vier Quadratkilometer (0,60 Prozent) Wasserflächen. Es grenzt an folgende Countys:
| Frederick County  | Carroll County         | Baltimore County    |
| Montgomery County |                        |                     |
|                   | Prince George’s County | Anne Arundel County |

## Geschichte

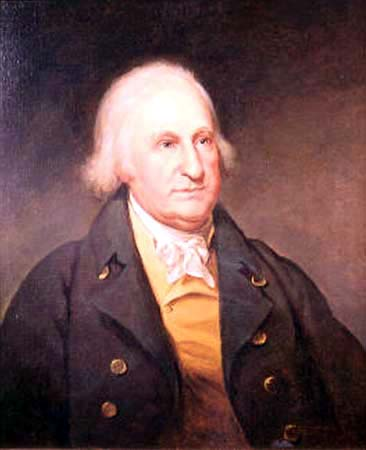
Howard

Das Howard County wurde 1851 aus einem Teil des Anne Arundel County gebildet. Benannt wurde es nach John Eager Howard (1752–1827), dem ersten Gouverneur von Maryland (1788–1791).

Vier Stätten im Howard County haben aufgrund ihrer geschichtlichen Bedeutung den Status einer National Historic Landmark. 36 Bauwerke und Stätten des Countys sind im National Register of Historic Places eingetragen (Stand 14. November 2017).

## Demografische Daten
Nach der Volkszählung im Jahr 2010 lebten im Howard County 287.085 Menschen in 98.994 Haushalten. Die Bevölkerungsdichte betrug 439,6 Einwohner pro Quadratkilometer.
Ethnisch betrachtet setzte sich die Bevölkerung zusammen aus  62,2 Prozent Weißen, 17,5 Prozent Afroamerikanern, 0,3 Prozent amerikanischen Ureinwohnern, 14,4 Prozent Asiaten sowie aus anderen ethnischen Gruppen; 3,6 Prozent stammten von zwei oder mehr Ethnien ab. Unabhängig von der ethnischen Zugehörigkeit waren 5,8 Prozent der Bevölkerung spanischer oder lateinamerikanischer Abstammung.
In den 98.994 Haushalten lebten statistisch je 2,73 Personen.
25,8 Prozent der Bevölkerung waren unter 18 Jahre alt, 64,0 Prozent waren zwischen 19 und 64 und 10,2 Prozent waren 65 Jahre oder älter. 50,7 Prozent der Bevölkerung war weiblich.

Das jährliche Durchschnittseinkommen eines Haushalts betrug 101.417 USD. Das Prokopfeinkommen betrug 44.120 USD. 4,5 Prozent der Einwohner lebten unterhalb der Armutsgrenze.

## Städte und Gemeinden

### Census-designated places
Im Howard County existieren keine selbstständigen Gemeinden (incorporated communities), da es sich bei den Siedlungen praktisch nur um Vororte der Stadt Baltimore handelt. Diese sind jedoch juristisch nicht Bestandteil der Stadt. Wegen deren Größe sind vom United States Census Bureau aber eine Reihe von Census-designated places (CDP) gebildet worden:
| - Columbia - Elkridge - Ellicott City | - Jessup1 - North Laurel - Savage - Guilford |

1 – teilweise im Anne Arundel County

### Unincorporated Communities
Alle weiteren Siedlungen im County sind weder selbstständige Gemeinden noch CDPs, sondern Unincorporated Communities:
| - Clarksville - Cooksville - Dayton - Dorsey - Fulton - Glenelg | - Glenwood - Hanover1 - Highland - Ilchester - Lisbon - Marriottsville2 | - Scaggsville - Simpsonville - West Friendship - Woodbine2 - Woodstock3 |

1 – teilweise im Anne Arundel County

2 – teilweise im Carroll County

3 – teilweise im Carroll und im Baltimore County